# 徐文园
徐文园（1914年4月—2008年3月14日），山东文登人，中国政治人物，山东省政协原副主席，中国民主建国会山东省委员会原主任委员，第三、五、六、七届全国人大代表。